# Brendan Fraser
Brendan James Fraser (Indianapolis, 3 december 1968) is een Amerikaans-Canadees acteur. Hij brak in de jaren negentig door met rollen in Encino Man, George of the Jungle en The Mummy. In de late jaren 2000 en de jaren 2010 geraakte zijn carrière in het slop als gevolg van gezondheids- en privéproblemen. Na enkele kleinere rollen aan het einde van de jaren 2010 kreeg hij in 2022 een hoofdrol in The Whale. Die rol wordt over het algemeen beschouwd als Frasers grote terugkeer naar het witte doek en in 2023 werd hij beloond met de Oscar voor beste mannelijke hoofdrol.

## Biografie
Fraser is de jongste van vier zoons van een Canadese reisagent. Hij is opgegroeid in Zwitserland, Nederland en Canada. Hij volgde zijn opleiding aan Upper Canada College in Toronto, the Actors' Conservatory en Cornish College of the Arts in Seattle. In zijn vrije tijd maakt hij graag foto's.
In 1991 kreeg Fraser een eerste kleine rol als matroos in de film Dogfight. Zijn rol als Link in de film Encino Man een jaar later wordt beschouwd als zijn doorbraak. In 1994 speelde hij samen met Adam Sandler in de komedie Airheads. In 1997 schitterde hij in de film George of the Jungle. Die rol leverde hem een nominatie op voor de Blockbuster Entertainment Award voor "beste acteur". Zijn grootste commercieel succesvolle rol kreeg hij in 1999 in The Mummy, waar hij de avontuurlijke losbol Rick O'Connell speelde. Twee jaar later nam hij diezelfde rol op in The Mummy Returns. In 2006 kreeg Fraser een ster op Canada's Walk of Fame. In 2008 kreeg hij een hoofdrol in Journey to the Center of the Earth. Datzelfde jaar kroop hij een derde en laatste keer in de rol van Rick O'Connell in The Mummy: Tomb of the Dragon Emperor. Fraser voerde zijn stunts steeds zelf uit, waardoor hij tegen die tijd naar eigen zeggen aan elkaar hing met tape en ijszakjes.
Als gevolg van de vele blessures die hij overhield aan zijn filmwerk moest Fraser meerdere operaties ondergaan. Daardoor kon hij lange tijd geen grote rollen opnemen. Ook gaf hij in 2018 in een interview aan in 2003 te zijn aangerand door Philip Berk, de voorzitter van de Hollywood Foreign Press Association. Berk ontkende de feiten, maar Fraser geraakte door die ervaring in een depressie. Die combinatie van factoren had ervoor gezorgd dat Fraser geleidelijk aan naar de achtergrond verdween in Hollywood.
Na een aantal kleinere rollen kreeg Fraser in 2022 de hoofdrol in het drama The Whale. In die film speelt hij een obese man van 270 kilo die de vertroebelde band met zijn dochter wil herstellen. Na de première van de film op het Filmfestival van Venetië kreeg Fraser een staande ovatie van maar liefst 6 minuten. In 2023 werd hij voor de rol beloond met de Oscar voor beste mannelijke hoofdrol.

### Persoonlijk leven
Hij trouwde met actrice Afton Smith op 27 september 1998. Samen hebben ze drie zonen. In december 2007 werd bekendgemaakt dat het paar uit elkaar zou gaan. Na hun scheiding zou Fraser maandelijks 50.000 dollar aan alimentatie moeten betalen gedurende een periode van 10 jaar of totdat Smith opnieuw zou trouwen, bovenop een maandelijks bedrag van 25.000 dollar voor de opvoeding van hun kinderen. In 2011 stapte hij naar de rechtbank omdat hij het jaarlijkse alimentatiebedrag van 600.000 dollar niet zou kunnen betalen en het bedrag wilde verminderen, maar zijn verzoek werd afgewezen. Daarop beschuldigde Smith hem van fraude, maar ook zij kreeg geen gelijk van de rechtbank.

## Filmografie
| Jaar | Film                                  | Rol                                                            | Overig                               |
| ---- | ------------------------------------- | -------------------------------------------------------------- | ------------------------------------ |
| 1991 | Dogfight                              | Matroos #1                                                     | Als Brendon Fraser                   |
| 1992 | Encino Man                            | Link                                                           |                                      |
| 1992 | School Ties                           | David Greene                                                   |                                      |
| 1993 | Twenty Bucks                          | Sam Mastrewski                                                 |                                      |
| 1993 | Son in Law                            |                                                                | Niet in aftiteling                   |
| 1993 | Younger and Younger                   | Winston Younger                                                |                                      |
| 1994 | With Honors                           | Montgomery 'Monty' Kessler                                     |                                      |
| 1994 | Airheads                              | Chester 'Chazz' Darvey                                         |                                      |
| 1994 | In the Army Now                       |                                                                | Niet in aftiteling                   |
| 1994 | The Scout                             | Steve Nebraska                                                 |                                      |
| 1995 | The Passion of Darkly Noon            | Darkly Noon                                                    |                                      |
| 1995 | Now and Then                          | Vietnam-veteraan                                               | Niet in aftiteling                   |
| 1996 | Brain Candy                           | Placebo-patiënt                                                | Cameo - niet in aftiteling           |
| 1996 | Mrs. Winterbourne                     | Bill/Hugh Winterbourne                                         |                                      |
| 1996 | Glory Daze                            | Doug                                                           |                                      |
| 1997 | George of the Jungle                  | George of the Jungle                                           |                                      |
| 1997 | The Twilight of the Golds             | David Gold                                                     |                                      |
| 1997 | Still Breathing                       | Fletcher McBracken                                             |                                      |
| 1998 | Gods and Monsters                     | Clayton Boone                                                  |                                      |
| 1999 | Blast from the Past                   | Adam Webber                                                    |                                      |
| 1999 | The Mummy                             | Richard 'Rick' O'Connell                                       |                                      |
| 1999 | Dudley Do-Right                       | Dudley Do-Right                                                |                                      |
| 2000 | Bedazzled                             | Elliot Richards / Jefe / Mary                                  |                                      |
| 2000 | Sinbad: Beyond the Veil of Mists      | Sinbad                                                         | Stem                                 |
| 2001 | Monkeybone                            | Stu Miley                                                      |                                      |
| 2001 | The Mummy Returns                     | Richard 'Rick' O'Connell                                       |                                      |
| 2002 | The Quiet American                    | Alden Pyle                                                     |                                      |
| 2003 | Dickie Roberts: Former Child Star     | Zichzelf                                                       | Niet in aftiteling                   |
| 2003 | Looney Tunes: Back in Action          | DJ Drake / Zichzelf / Stem van de Tasmanian Devil en She-Devil |                                      |
| 2004 | Crash                                 | Rick Cabot                                                     |                                      |
| 2005 | Beach Bunny                           | Beach bum                                                      | Stem                                 |
| 2006 | Journey to the End of the Night       | Paul                                                           |                                      |
| 2006 | The Last Time                         | Jamie                                                          |                                      |
| 2007 | The Air I Breathe                     | Pleasure                                                       |                                      |
| 2008 | Journey to the Center of the Earth    | Prof. Trevor Anderson                                          |                                      |
| 2008 | The Mummy: Tomb of the Dragon Emperor | Richard 'Rick' O'Connell                                       |                                      |
| 2009 | Inkheart                              | Mo 'Silvertongue' Folchart                                     |                                      |
| 2009 | G.I. Joe: The Rise of Cobra           | Soldaat                                                        |                                      |
| 2009 | This Side of The Looking Glass        | Ben                                                            | Gerucht                              |
| 2010 | Furry Vengeance                       | Dan Sanders                                                    | Tevens uitvoerend producent          |
| 2019 | The poison Rose                       | Francesco Cinquemani                                           |                                      |
| 2022 | The Whale                             | Charlie                                                        | Oscar voor beste mannelijke hoofdrol |
| 2023 | Killers of the Flower Moon            | W.S. Hamilton                                                  |                                      |

## Trivia
- Zijn ex-vrouw Afton Smith is op dezelfde dag geboren.[6]
- Had een rol als gevangenisbewaarder in de serie The Affair op Netflix.
- Hij werd gekozen door People Magazine als een van de 50 mooiste mensen in de wereld in 1998.